# Kalmosaari (ö i Kuhmo, Jämäsjärvi)
Kalmosaari är en ö i Jämäsjärvisjön i Finland. Ordet kalmosaari hänvisar antagligen att ön har varit begravningsplats. Ön ligger i sjön Jämäsjärvi och i kommunen Kuhmo i Kuhmo kommun  i den ekonomiska regionen  Kehys-Kainuu  och landskapet Kajanaland, i den centrala delen av landet, 500 km nordost om huvudstaden Helsingfors. Öns area är 0,8 hektar och dess största längd är 170 meter i öst-västlig riktning.  Ön ligger i sjön Jämäsjärvi och i kommunen Kuhmo i sjön Jämäsjärvi.